# Садовников В'ячеслав Васильович
В'ячеслав Васильович Садовников (нар. 29 квітня 1940, Орськ, СРСР) — радянський російський футболіст, універсал.

## Життєпис
Народився в 1940 році в місті Орськ Оренбурзької області. У тому ж році його сім'я переїхала в Куйбишев. У 10 років почав грати нападником за дитячу команду заводу аеродромного обладнання. У 1954 році починає тренуватися в юнацькій команді «Крила Рад» під керівництвом Бурмістрова та Петрова. Взимку грав у хокей з шайбою. У 1958 році на чемпіонаті міста юнацька команда виграла у місцевого «Локомотива» з рахунком 7:1 і тренер куйбишевських «Крил Рад» Олександр Абрамов запросив молодь до себе. Садовников у 1959 році дебютував у Вищій лізі, але не зміг закріпитися в основному складі. Під час товариського матчу з уфимским «Будівельником», напередодні старту нового сезону, був травмований Федором Новиковим і кілька місяців не грав. До другого кола Садовников встиг відновитися й зіграти 7 матчів. Грав за «Крила Рад» протягом семи років поспіль, з 1959 по 1965 рік, за основний склад провів 66 матчів й відзначився 8 голами. У 1966 переїхав до Харкова, де два роки грав за місцевий «Авангард» (перейменований у «Металіст»). З 1968 року грав у Жданові, був капітаном місцевого клубу «Азовець». У 1974 закінчив кар'єру гравця й повернувся у Куйбишев, до 2002 року працював тренером у СДЮШОР «Крила Рад». У 1994 році очолив Самарську федерацію футболу.